# Ђорђе Ђуричко
Ђорђе Ђуричко (Београд, 9. јун 1973) српски је глумац и редитељ. Његов млађи брат је глумац Никола Ђуричко.

## Филмографија
| Год.    | Назив                      | Улога                      |
| ------- | -------------------------- | -------------------------- |
| 1980-те |                            |                            |
| 1980.   | Серија о бојама            | Дечак                      |
| 1987.   | Соба 405                   | Мики                       |
| 1990-те |                            |                            |
| 1992.   | Први пут с оцем на јутрење |                            |
| 2000-те |                            |                            |
| 2004.   | Кад порастем бићу Кенгур   | Камерман на крову солитера |
| 2007.   | Миле против транзиције     |                            |
| 2008.   | Вратиће се роде            | Светозар Тоза Стефановић   |